# Pommereux
Pommereux – miejscowość i gmina we Francji, w regionie Normandia, w departamencie Sekwana Nadmorska.
Według danych na rok 1990 gminę zamieszkiwało 81 osób, a gęstość zaludnienia wynosiła 15 osób/km² (wśród 1421 gmin Górnej Normandii Pommereux plasuje się na 811. miejscu pod względem liczby ludności, natomiast pod względem powierzchni na miejscu 657.).